# Križevac

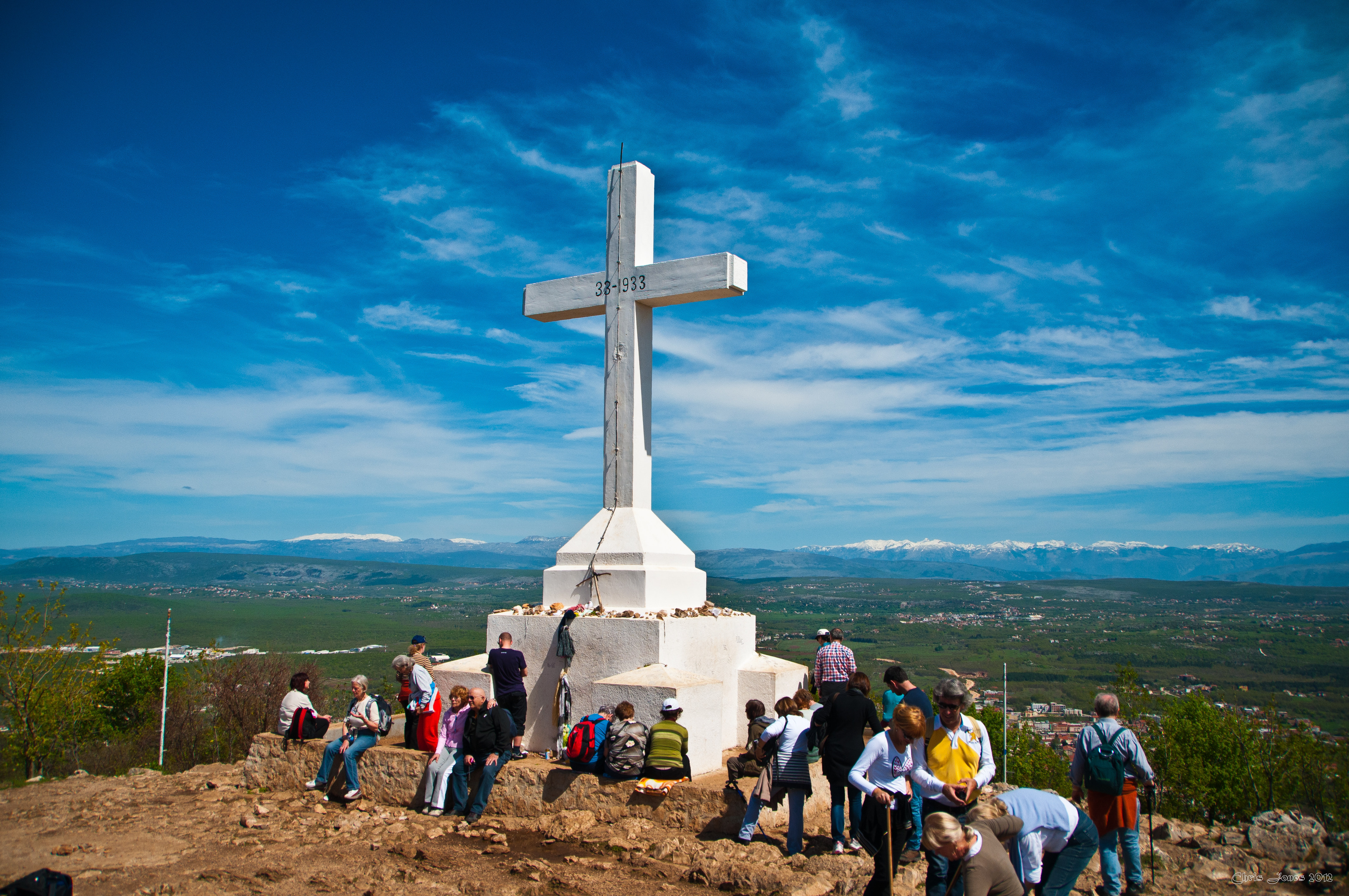
Croce Monte Križevac (Međugorje, Bosnia ed Erzegovina).

Križevac è un colle alto circa 500 metri che si innalza un chilometro a sud della località di Medjugorje in Bosnia ed Erzegovina.
Il suo vero nome è quello di monte Sipovac, praticamente unito al monte Crnica alla cui base è posto il Podbrdo.

## Importanza per la religione cattolica
Il Križevac, insieme al Podbrdo ed alla chiesa parrocchiale dedicata a san Giacomo, è uno dei tre punti fondamentali di devozione per ogni cattolico che si rechi in pellegrinaggio a Međugorje. Sulla cima del colle è stata costruita una Croce monumentale, alta 8.5 metri e larga 3.5, in onore dell'Anno Santo della Redenzione 1933-'34, ad opera dei parrocchiani di Međugorje.

## Storia e culto della croce

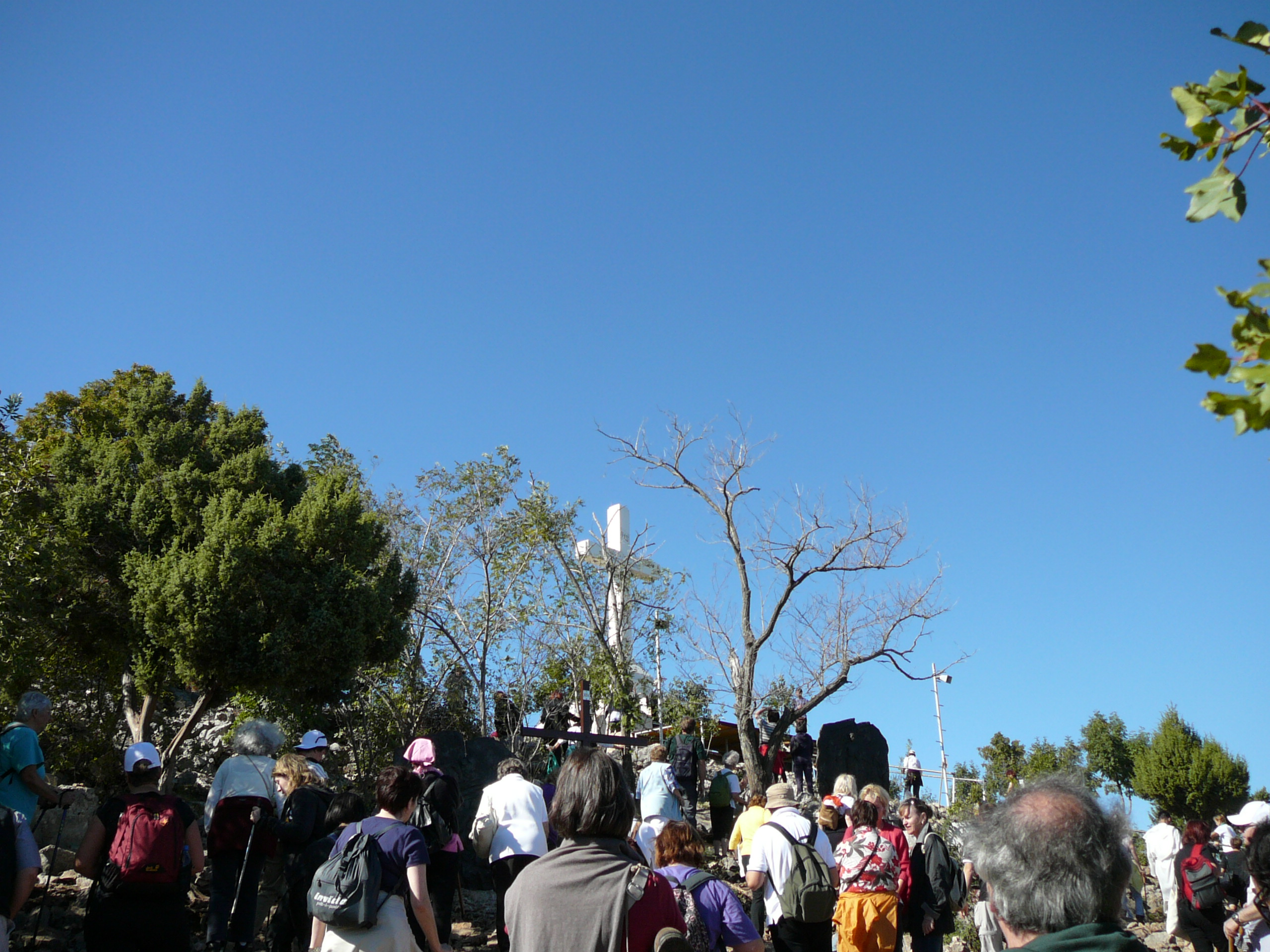
La salita alla croce

La costruzione della croce è iniziata nel 1933 ed è stata completata nel 1934, e da quell'anno il monte Šipovac è stato chiamato appunto monte Križevac, monte della Croce.
Pare che uno dei motivi che spinse la popolazione ad erigere la croce furono delle piogge abbondanti che minacciavano i raccolti, per le quali il parroco di allora, Bernardin Smoljan, spinse i parrocchiani, nonostante la loro povertà, a costruire la croce a memoria dei 1900 anni dalla morte di Cristo.

Alcune reliquie della vera Croce di Gesù, ricevute da Roma per l'occasione, sono state inserite nell'asta della croce stessa. 

Il 16 marzo 1934 fu celebrata la prima santa Messa ai piedi della croce. Nel settembre del 1935, il vescovo Alojzije Mišić ordinò che a Međugorje la Festa della Esaltazione della Santa Croce venisse celebrata ogni anno la prima domenica dopo la Festa della Natività di Maria, e che la messa fosse celebrata sul Križevac.

## Il Križevac oggi
Križevac è anche il nome della stessa Festa dell'Esaltazione della Santa Croce nella Parrocchia di Međugorje.
Se fino al 1981 questa festa era per i parrocchiani e gli amici dei villaggi vicini, con l'inizio delle apparizioni della Regina della Pace è divenuta una celebrazione per i cattolici di tutto il mondo. Durante la settimana precedente al giorno della festa, la croce è illuminata di notte con migliaia di luci che annunciano l'imminenza della festa.